# Proprioseiopsis okanagensis
Proprioseiopsis okanagensis är en spindeldjursart som först beskrevs av Chant 1957.  Proprioseiopsis okanagensis ingår i släktet Proprioseiopsis och familjen Phytoseiidae. Inga underarter finns listade i Catalogue of Life.